# اه-گواه-چینگ (مینه‌سوتا)
اه-گواه-چینگ-ماینسوتا (به انگلیسی: Ah-gwah-ching, Minnesota) یک منطقهٔ مسکونی در ایالات متحده آمریکا است که در مینه‌سوتا واقع شده‌است.

## خصوصیات
اه-گواه-چینگ-ماینسوتا ۴۰۶٫۹۱ متر بالاتر از سطح دریا واقع شده‌است.